# Pentadáctilos

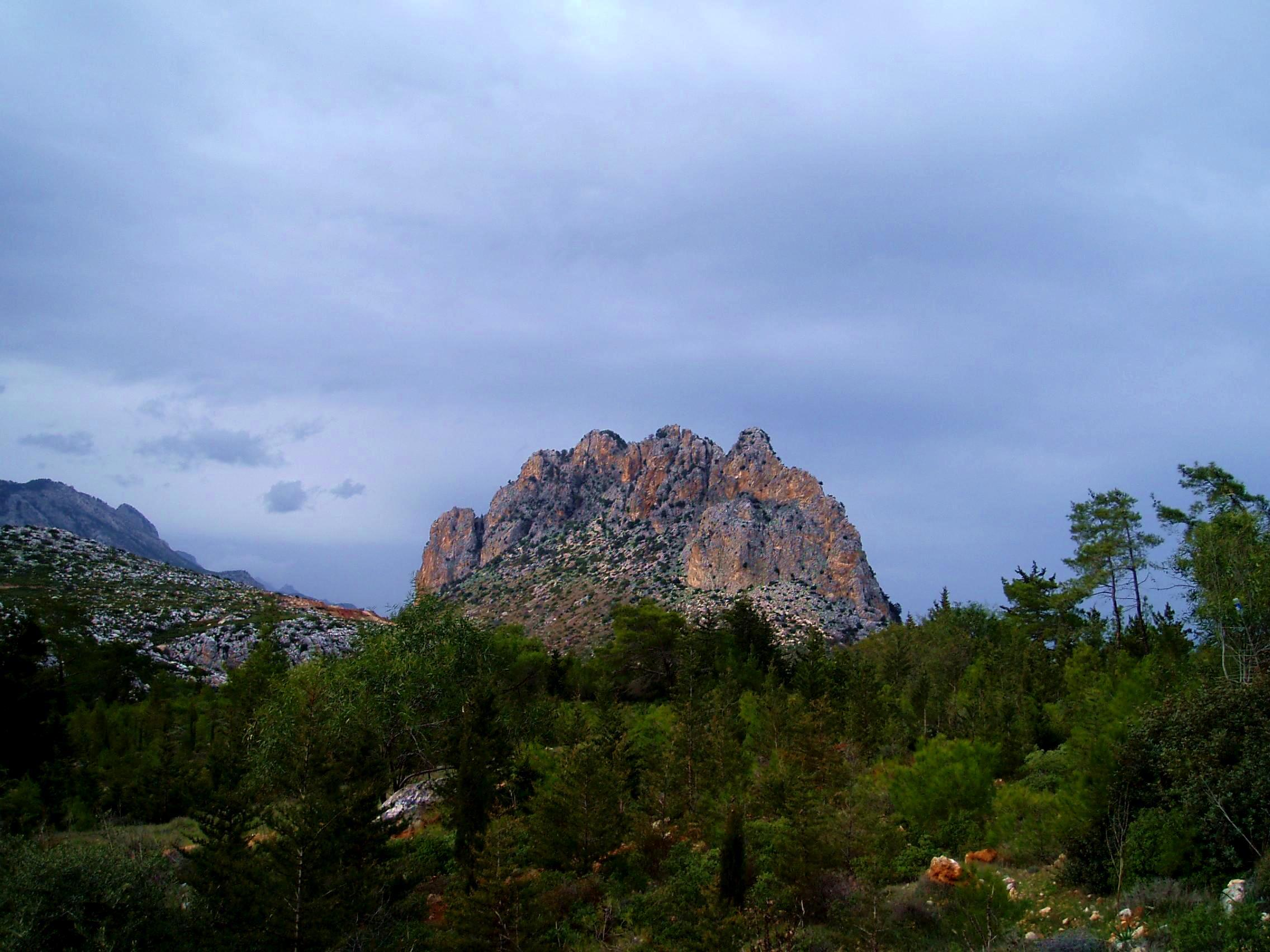
Monte Pentadáctilos (Beşparmaklar).

Los montes Pentadáctilos o cordillera Kyrenia es una larga y estrecha cadena montañosa que recorre aproximadamente 160 km a lo largo de la costa septentrional de la isla de Chipre. Las montañas son principalmente caliza, con algo de mármol. La cumbre más alta, Selvili Tepe (en turco, o Kyparissovouno en griego), es de 1.024 m s. n. m. Tanto el nombre griego de Pentadáctilos como el turco (Beşparmaklar) para estas montañas viene de la similitud con cinco dedos de una montaña cerca de Kyrenia. Según un relato medieval, Digenis Acritas colocó su mano en una montaña de la cordillera y esta adquirió la forma de sus cinco dedos.

## Historia
Estas montañas son una serie de formaciones sedimentarias del Pérmico al Mioceno medio empujadas por una colisión de las placas africana y eruoasiática. Aunque sólo la mitad de altos que las montañas Troodos, estos montes son muy abruptos y se alzan bruscamente desde la llanura de Mesaoria haciendo que sean muy espectaculares.
El lugar de las montañas cerca del mar las hacen lugares deseables para atalayas y castillos que vigilan el litoral norte de Chipre así como la llanura central. Estos castillos generalmente datan del siglo X al XV, construidos principalmente por los bizantinos y lusignanos. Los castillos de San Hilarión, Buffavento y Kantara quedan sobre picos y fueron de importancia estratégica durante gran parte de la historia de Chipre a lo largo de la Edad Media. En el siglo XX durante la guerra entre turcochipriotas y grecochipriotas, el control de sus pasos volvió a ser fundamental.